# Szlovák Két Tanítási Nyelvű Általános Iskola és Óvoda (Tótkomlós)
Szlovák két Tanítási Nyelvű Általános Iskola és Óvoda (Tótkomlós) Tótkomlós általános iskolája.

## Története
Az iskola épületében 1909. szeptember 1-jén kezdte meg működését a Magyar Tannyelvű Állami Elemi Népiskola 6 osztállyal és 6 tanerővel. 1932-ben az udvar felől felépült a 7. tanterem is.
A Vallás- és Közoktatási Minisztérium utasítására a szülők 1946 januárjában döntöttek a szlovák tagozat felállításáról, melyen a magyar nyelv mint tantárgy szerepelt.
Az iskolát 1948 júniusában államosították. Ekkor indult a 8 osztályos Szlovák Tannyelvű Általános Iskola 330 tanulóval. A jelenlegi épületbe az 1951/1952-es tanévben költözött az iskola 240 tanulója.
A szülők kívánságára 1959-től bevezették a kétnyelvű oktatást, abból a meggondolásból, hogy a tanulóknak a magyar tannyelvű közép- illetve felsőfokú iskolákban ne legyenek nyelvi nehézségeik. A természettudományos tárgyakat magyarul kezdték el oktatni.
Az 1970-es években az iskolai anyanyelvi oktatás hatékonyságának érdekében a Szlovák Szövetség iskolai bizottsága azt szorgalmazta, hogy több tantárgyat oktassanak szlovákul.
Az iskola tárgyi feltételei az 1980-as években korszerűsödtek.
2005-ben sikerült támogatást nyerni az iskola bővítésére. Az ünnepélyes alapkőletételre 2005. augusztus 29-én került sor. A rekonstrukciós munkák keretében a meglévő főépületben a helyiségek teljes felújításával (világítás, ajtó- ablakcsere, padlózat kiváltása linóleummal és járólappal), az egyes termek funkcióváltásával könyvtár, stúdió, természettudományi előadó, 6 tanterem, szertárak és vizes blokk, külső sportpálya és díszudvar kialakítására került sor. A bővítés során a régi épület tetőterének beépítésével nyelvi labor, számítástechnikai terem, további négy tanterem, kazánház és vizes blokk elhelyezésére volt mód.
Az új épületszárny földszintjén található a 451 m2 alapterületű tornaterem, öltözőkkel, szertárral, a 200 m²-es aula, az ebédlő melegítőkonyhával. Itt található a büfé.
Az emeleti részen került sor a tanári szoba, az igazgatói iroda, a titkárság, a galéria kialakítására, valamint a tornateremhez szervesen hozzátartozó külső és belső lelátó megépítésére. A felsoroltak összesen 2600 m² hasznos alapterülettel létesültek. Az építmény a használatbavételi engedélyt 2006. november 9-én kapta meg.